# Qimei (Penghu)
Qimei, auch Cimei oder Chimei (chinesisch 七美鄉, Pinyin Qīměi Xiang, Pe̍h-ōe-jī Chhit-bí-hiong), ist eine Landgemeinde (鄉,  Xiāng) auf den Penghu-Inseln der Republik China (Taiwan). Qimei ist die kleinste und bevölkerungsärmste Gemeinde auf den Penghu-Inseln.

## Lage und Klima
Die Gemeinde Qimei ist deckungsgleich mit der Insel Qimei. Diese ist die südlichste und fünftgrößte der Penghu-Inseln. Die typische Vegetation auf Qimei ist das Grasland. Häufige Pflanzenarten sind Indisches Gänsegras (Eleusine indica), Hundszahngras, u. a. Der häufigste Strauch ist die Weißkopfmimose, die zum Teil größere Flächen bedeckt. Andere Sträucher oder kleine Bäume, wie Myoporum bontioides, Pandanus tectorius und Wandelröschen u. a. wachsen hauptsächlich auf den Kieshängen an der Küste. Acer serrulatum und Katappenbaum sind die höchsten Bäume auf Qimei. Das Meeresgebiet um Qimei ist artenreich und weist ungefähr 700 Arten von Fischen aus 145 Familien auf. Vor allem im Umfeld des Qimei-Wasserreservoirs finden sich zahlreiche Vogelarten.
Die Jahresmitteltemperatur beträgt 23 °C und ist mit 16,2 °C am niedrigsten im Februar und im Juli am höchsten. Im Sommer erhitzt sich das Land bedingt durch fehlenden Schatten und die fehlende Baumvegetation. Bedingt durch den scharfen Nordostmonsun ist im Winter die gefühlte Temperatur etwa 7 °C niedriger als die tatsächliche Temperatur.

## Geschichte
Qimei teilte die Geschichte der übrigen Penghu-Inseln. Im 17. Jahrhundert kamen die Inseln unter die dauerhafte Kontrolle des chinesischen Kaiserreichs der Qing-Dynastie. Während der frühen Qing-Zeit war die Insel unter dem Namen Nanyu (南嶼 – „Südinsel“), bzw. Nandayu (南大嶼 – „Große Südinsel“) bekannt. In der späten Qing-Zeit war der Name Dayu (大嶼 – „Große Insel“) gebräuchlich. Während der Zeit der japanischen Herrschaft (1895 bis 1945) wurde die Insel im August 1944 als ‚Dorf‘ (庄,  Zhuang) organisiert und mit der Übernahme der Penghu-Inseln durch die Republik China 1945 wurde Dayu eine ‚Landgemeinde‘ (鄉,  Xiāng). 1949 wurde der Name der Gemeinde in Qimei (wörtl. „Sieben Schönheiten“) geändert. Der Name nahm Bezug auf eine historische Legende, nach der sieben Jungfrauen, nachdem die Insel von Piraten heimgesucht wurde, sich lieber das Leben nahmen, als den Piraten in die Hände zu fallen.

## Bevölkerung
Mit knapp 4000 Einwohnern (Stand Februar 2024) hat Qimei die niedrigste Bevölkerungszahl von allen sechs Gemeinden Penghus. Ende 1981 lag die Bevölkerungszahl noch bei 4982. Danach sank sie ab bis auf ein Minimum von 2994 Einwohnern im Jahr 2000. Seitdem steigt die Einwohnerzahl allmählich wieder.
| Gliederung von Qimei |
|                      |

## Verwaltungsgliederung
Qimei ist administrativ in sechs Dörfer (村,  Cūn) eingeteilt.
1 Pinghe 平和村

2 Xihu 西湖村

3 Donghu 東湖村

4 Zhonghe 中和村

5 Haifeng 海豐村

6 Nangang 南港村

## Wirtschaft
In früherer Zeit war die Fischerei von zentraler Bedeutung. Heute wird sie überwiegend nur noch zur Deckung des Eigenbedarfs betrieben. Ungefähr 60 Prozent der Fläche Qimeis werden landwirtschaftlich genutzt. Aufgrund der klimatischen Bedingungen und der kargen Bodenbeschaffenheit gedeihen nur wenige Nutzpflanzen, wie Erdnüsse, Süßkartoffeln, Mais und Wintergemüse. Eine lokale Spezialität ist Fengru-Tee (風茹茶), der aus Glossogyne tenuifolia, einer krautigen Pflanze, gewonnen wird. An Nutztieren werden Schafe, Hühner, Rinder, Enten und Gänse gehalten.

## Verkehr
Vom kleinen Flughafen Qimei gibt es täglich einen Flug nach Magong (etwa 30 Minuten Flugzeit) und zwei Flüge nach Kaohsiung (etwa 35 Minuten) (Stand 2018).

## Besonderheiten
Die Hauptsehenswürdigkeit ist die Natur, insbesondere die Küstenlandschaft.

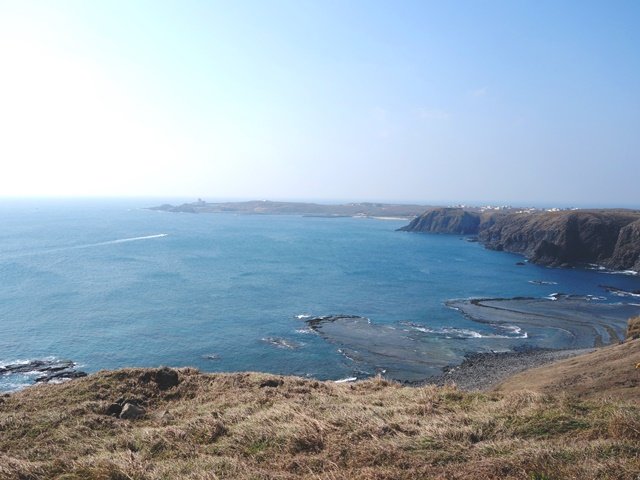
Küstenpanorama
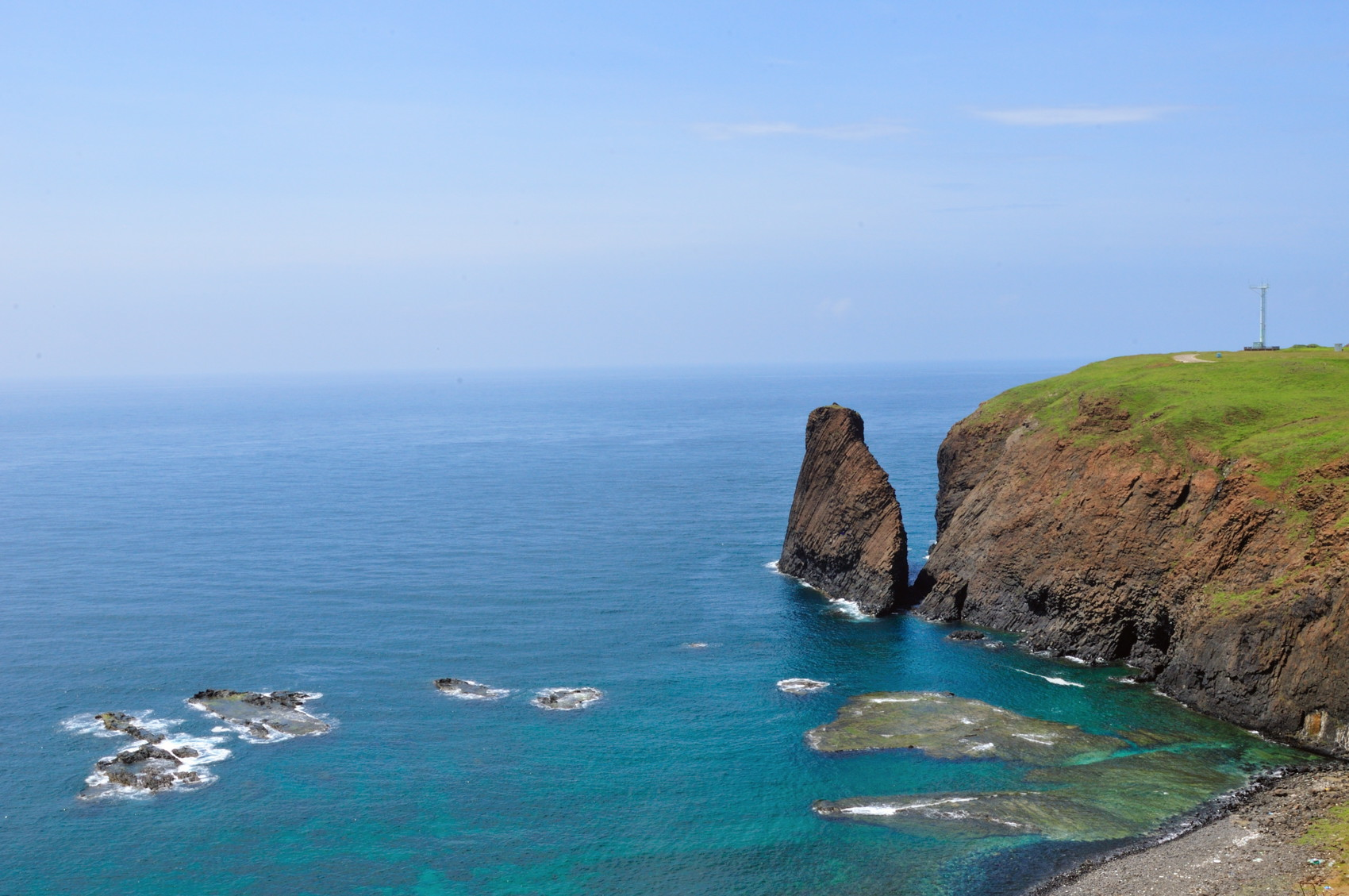
Der „große steinerne Löwe“
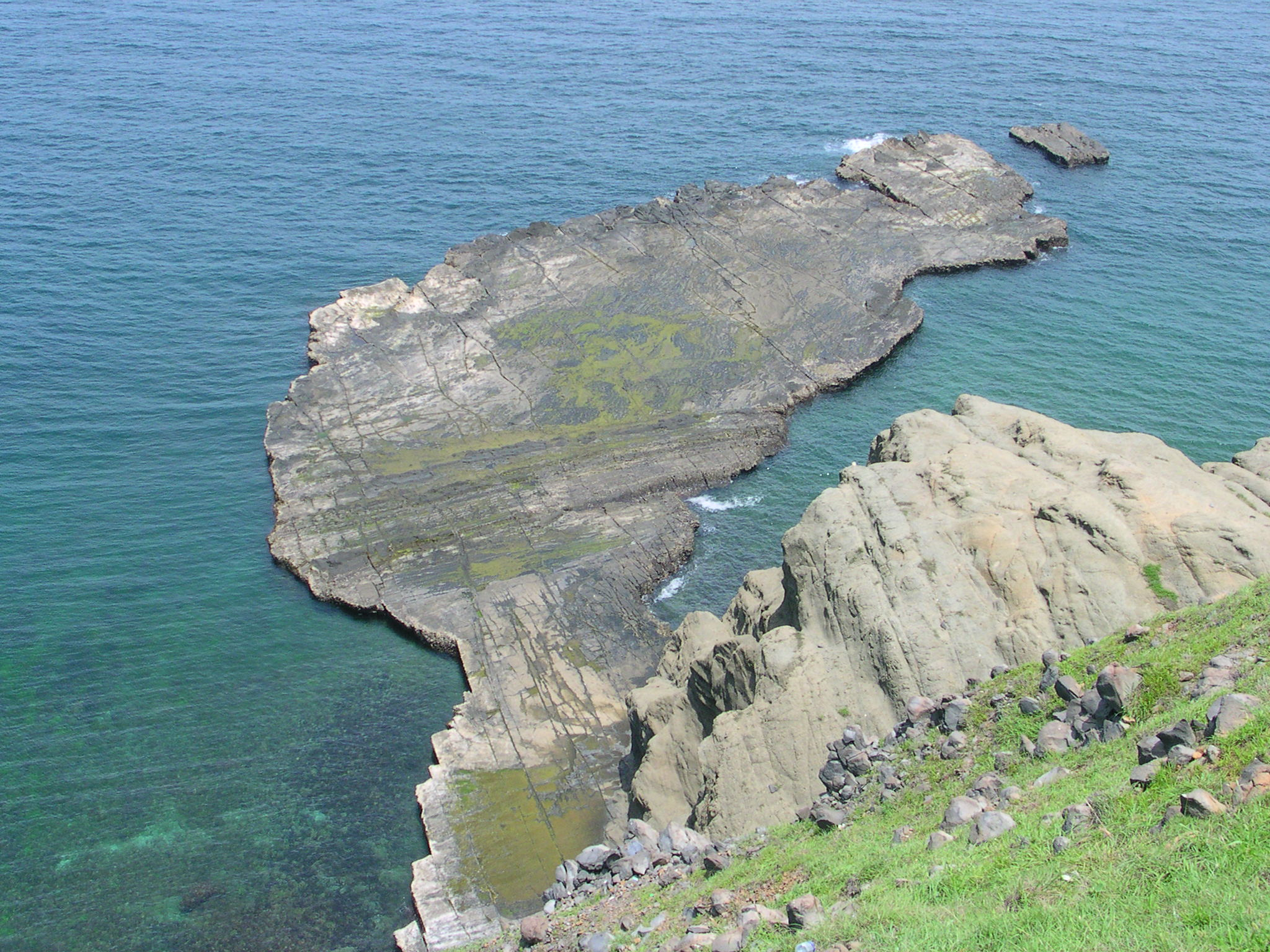
„Klein-Taiwan“, eine Halbinsel ungefähr in der Form der Insel Taiwan
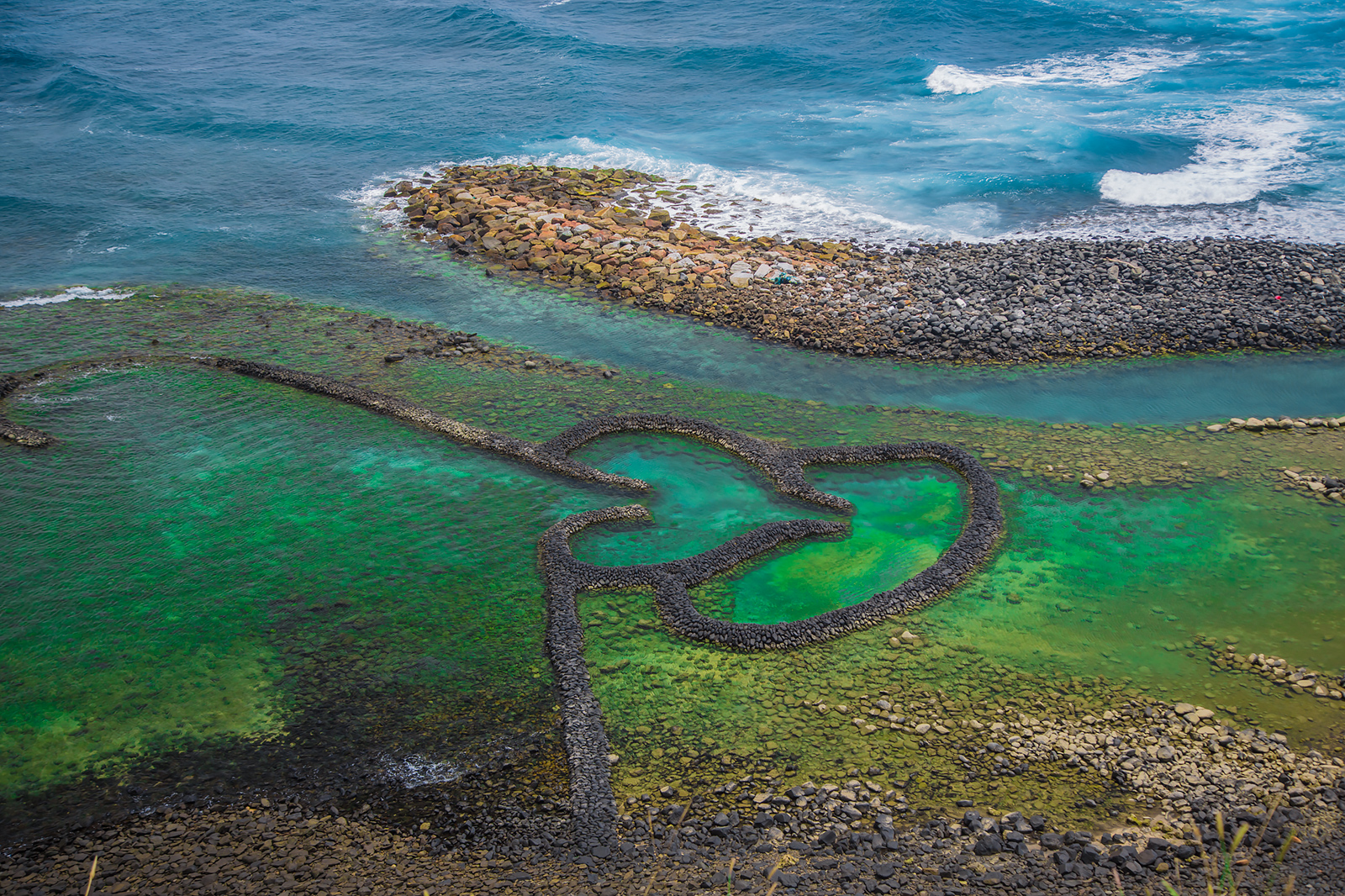
Fischwehre